# Gare du Douhet - Écoyeux
La gare du Douhet - Écoyeux est une gare ferroviaire française de la ligne de Chartres à Bordeaux-Saint-Jean, située sur le territoire de la commune du Douhet, à proximité d'Écoyeux, dans le département de la Charente-Maritime, en région Nouvelle-Aquitaine. 
Elle est mise en service en 1911 par l'Administration des chemins de fer de l'État. C'est aujourd'hui une gare désaffectée.

## Situation ferroviaire
Établie à 60 mètres d'altitude, la gare du Douhet - Écoyeux est située au point kilométrique (PK) 478,534 de la ligne de Chartres à Bordeaux-Saint-Jean, entre les gares ouvertes de Saint-Hilaire - Brizambourg et de Saintes. Elle est séparée de cette dernière par la gare fermée de Fontcouverte. 

## Histoire
Les travaux de construction débutent en 1909. La gare est mise en service le 11 juin 1911. L'architecture du bâtiment voyageurs, identique à celle de cinq autres gares situées sur la ligne, est due à Pierre Esquié.

## Service des voyageurs
La gare n'est plus desservie par aucune desserte de voyageurs.

## Service des marchandises
Une installation terminale embranchée était raccordée à la ligne quelques mètres au nord de la gare jusqu'en 2020, pour desservir un dépôt de la société Butagaz. Cependant, en 2012, la voie pénétrant dans l'enceinte de l'entreprise a été déposée.

## Patrimoine ferroviaire
Il ne reste plus que l'ancien bâtiment voyageurs, acquis par Butagaz auprès de la SNCF. Son style architectural Art déco est similaire à cinq autres bâtiments de gares des années 1910 situés entre Saint-Jean-d'Angély et Royan : Asnières-la-Giraud, Pisany, Saint-Hilaire - Brizambourg, Saint-Romain-de-Benet et Varzay.